# أوسي كوفي
أوسي كوفي (بالإنجليزية: Osei Kofi)‏ هو لاعب كرة قدم غاني لعب لمنتخب بلادة في حقبة الستينات وشارك مع منتخب غانا في دورات عديدة لكأس أمم أفريقيا. وحصل أوسي كوفي علي لقب هداف كأس أمم أفريقيا عام 1965 التي أقيمت في تونس برصيد أربعة أهداف.

## روابط خارجية
- أوسي كوفي على موقع الاتحاد الدولي (مؤرشف)  (الإنجليزية)
- أوسي كوفي على موقع قاعدة بيانات كرة القدم.إي يو (الإنجليزية)
- أوسي كوفي على موقع ناشيونال فوتبول تيمز (الإنجليزية)
- أوسي كوفي على موقع اللجنة الأولمبية الدولية (الإنجليزية)
- أوسي كوفي على موقع أوليمبيديا (الإنجليزية)